# Jiří Klimíček
Jiří Klimíček (ur. 30 listopada 1992 w Ostrawie) – czeski hokeista.

## Kariera
- HC Poruba (2006–2008)
- HC Vítkovice Steel (2008−2012)
- HC Energie Karlowe Wary (2012−2013)
- HC Hawierzów (2013–2014)
- Orli Znojmo (2014–2015)
- Image Club d’Épinal (2015-2017)
- HC Fassa Falcons (2017–2018)
- Chamonix Hockey Elite (2018–2019)
- Lyon Hockey Club (2019)
- Diables Rouges de Briançon (2019)
- JKH GKS Jastrzębie (2020–2021)
- LHK Jestřábi Prostějov (2021-)

Karierę sportową rozpoczął od 2006 w drużynie juniorów klubu hokejowego HC Poruba, następnie był od 2008 do 2012 członkiem drużyny juniorów U 18 i U 20 klubu HC Vítkovice Steel. W sezonie 2012/13 grał w drużynie HC Energie Karlowe Wary. Od 2013 do 2014 był zawodnikiem HC Hawierzów w Hawierzowie, zaś w sezonie 2014/15 grał jako obrońca w klubie Orli Znojmo w lidze austriackiej EBEL. Od 2015 do 2017 był zawodnikiem na kontrakcie z klubem Image Club d’Épinal w lidze francuskiej Ligue Magnus. Od sierpnia 2017 reprezentował włoski zespół. Od czerwca 2018 był graczem Chamonix, a od lipca 2019 klubu z Lyonu, a od października 2019 z. We wrześniu 2020 przeszedł do polskiego JKH GKS Jastrzębie. Od czerwca 2021 zawodnik LHK Jestřábi Prostějov.

## Sukcesy
Klubowe
- Superpuchar Polski: 2020 z JKH GKS Jastrzębie
- Złoty medal mistrzostw Polski: 2021 z JKH GKS Jastrzębie

Indywidualne
- Polska Hokej Liga (2020/2021): zwycięski gol w piątym spotkaniu rywalizacji finałowej JKH GKS Jastrzębie – Cracovia (3,2) przesądzający o triumfie w meczach 4:1 (3 kwietnia 2021)[11]